# Elçin Əsədov
Elçin Əsədov, znany też w formie zangielszczonej jako Elchin Asadov (ur. 12 lutego 1987 w Füzuli) – azerski kolarz szosowy.
Əsədov urodził się w Füzuli w Górskim Karabachu, jednak ze względu na wojnę na tych terenach w dzieciństwie opuścił z rodziną tę miejscowość i przeprowadził się do Baku. Pod wpływem Letnich Igrzysk Olimpijskich 2000 zaczął uprawiać sport, początkowo próbując różnych dyscyplin, by w końcu w 2003 zdecydować się wyłącznie na kolarstwo szosowe. Jest wielokrotnym mistrzem swojego kraju.

## Osiągnięcia
Opracowano na podstawie:

2012
- 1. miejsce w mistrzostwach Azerbejdżanu (jazda indywidualna na czas)
- 2. miejsce w mistrzostwach Azerbejdżanu (start wspólny)

2013
- 1. miejsce w mistrzostwach Azerbejdżanu (jazda indywidualna na czas)
- 3. miejsce w mistrzostwach Azerbejdżanu (start wspólny)

2014
- 1. miejsce w mistrzostwach Azerbejdżanu (jazda indywidualna na czas)
- 1. miejsce w mistrzostwach Azerbejdżanu (start wspólny)

2015
- 2. miejsce w mistrzostwach Azerbejdżanu (jazda indywidualna na czas)
- 2. miejsce w mistrzostwach Azerbejdżanu (start wspólny)

2016
- 1. miejsce w mistrzostwach Azerbejdżanu (jazda indywidualna na czas)
- 3. miejsce w mistrzostwach Azerbejdżanu (start wspólny)

2017
- 1. miejsce na 7. etapie Tour du Maroc
- 1. miejsce w mistrzostwach Azerbejdżanu (jazda indywidualna na czas)
- 3. miejsce w Tour de Ribas

2018
- 1. miejsce w mistrzostwach Azerbejdżanu (jazda indywidualna na czas)
- 3. miejsce w mistrzostwach Azerbejdżanu (start wspólny)

2019
- 1. miejsce w mistrzostwach Azerbejdżanu (jazda indywidualna na czas)
- 1. miejsce w mistrzostwach Azerbejdżanu (start wspólny)
- 2. miejsce w Challenge du Prince - Trophée de l'Anniversaire
- 3. miejsce w Challenge du Prince - Trophée de la Maison Royale
- 3. miejsce w Tour of Kayseri
- 1. miejsce na 1. etapie Tour of Peninsular

2020
- 3. miejsce w Grand Prix Velo Erciyes

## Rankingi
| Rok             | 2007  | 2008 | 2009 | 2010 | 2011 | 2012 | 2013 | 2014 | 2015 | 2016 | 2017 | 2018 | 2019 | 2020  | 2021 | 2022 |
| --------------- | ----- | ---- | ---- | ---- | ---- | ---- | ---- | ---- | ---- | ---- | ---- | ---- | ---- | ----- | ---- | ---- |
| World Ranking   |       |      |      |      |      |      |      |      |      | 761. | 482. | 659. | 206. | 1006. | -    | 506. |
| UCI Europe Tour | 1351. | -    | -    | -    | -    | 268. | 512. | 282. | 431. | 479. | 366. | 396. | 172. | 782.  | -    | 403. |
| UCI Asia Tour   | -     | -    | -    | -    | -    | -    | 199. | 309. | -    | -    | 205. | -    | -    | -     | -    | -    |
| UCI Africa Tour | -     | -    | -    | -    | -    | -    | -    | -    | -    | -    | 187. | -    |      |       |      |      |
|                 |       |      |      |      |      |      |      |      |      |      |      |      |      |       |      |      |
| Źródło: UCI     |       |      |      |      |      |      |      |      |      |      |      |      |      |       |      |      |